# Emmanuel Nachschon

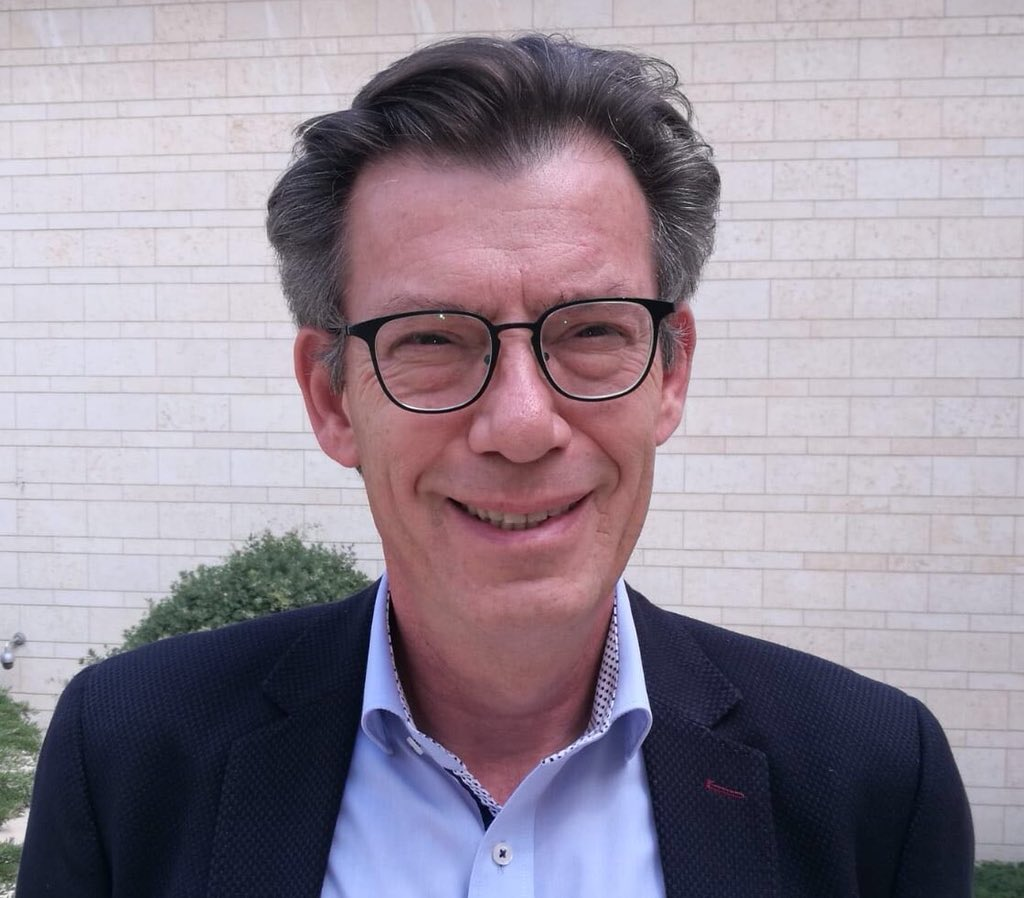
Emmanuel Nachschon

Emmanuel Nachschon (andere Transkription Nahshon, hebräisch עמנואל נחשון; * 1961 in Paris) ist ein israelischer Diplomat.

## Leben
Nach dem Studium der Rechtswissenschaft an der Hebräischen Universität Jerusalem trat er 1992 in den Dienst des israelischen Außenministeriums. Von 1994 bis 1996 war er Zweiter Sekretär der israelischen Botschaft in Caracas. Anschließend war Nachschon in der israelischen Delegation zur Europäischen Union in Brüssel verantwortlich für die Beziehungen zum Europäischen Parlament.
1999 wechselte er ins israelische Außenministerium, zunächst als Berater in der Westeuropa-Abteilung, ab 2000 dann als stellvertretender Ministeriums-Sprecher. 
2002 folgte wieder eine Auslands-Verwendung: Nachschon diente als Gesandter der israelischen Botschaft in Ankara.
2006 kehrte er ins Außenministerium zurück, wo er die Abteilung Diplomaten- und Zivilrecht leitete.
Seit August 2009 ist er Gesandter des Staates Israel an der Botschaft in Berlin und leitete diese in Abwesenheit eines Botschafters von November 2011 bis März 2012 als Geschäftsträger.
| Personendaten    | Personendaten         |
| ---------------- | --------------------- |
| NAME             | Nachschon, Emmanuel   |
| ALTERNATIVNAMEN  | Nahshon, Emmanuel     |
| KURZBESCHREIBUNG | israelischer Diplomat |
| GEBURTSDATUM     | 1961                  |
| GEBURTSORT       | Paris                 |